# 尤塞比奥·阿亚拉
尤塞比奥·阿亚拉（西班牙語：Eusebio Ayala，1875年8月14日—1942年6月4日），巴拉圭外交官、政治家。曾两度担任巴拉圭总统。

## 人物经历
尤塞比奥出生于大巴雷罗，早年在亚松森的一家商店做学徒，后考入国立亚松森大学法学系，并最终取得社会科学博士学位。毕业后，尤塞比奥被巴拉圭外交部派往伦敦，出任巴拉圭驻英国大使馆秘书，在此阶段，尤塞比奥学会了英文与法文，并迎娶了法裔女子瑪賽勒·狄朗为妻，两人在比利时育有一子罗杰·阿亚拉，罗杰后来成为建筑师。

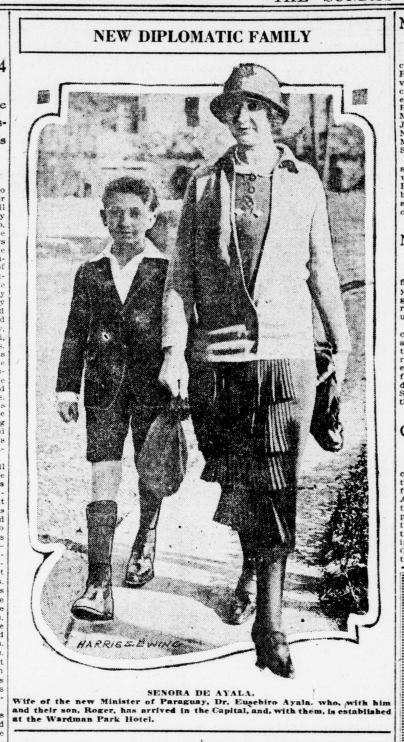
尤塞比奥的妻子瑪賽勒·狄朗与儿子罗杰·阿亚拉

回到巴拉圭后，尤塞比奥在母校国立亚松森大学任教，教授宪法学与刑法学，后出任该校校长。从政后，曾出任巴拉圭眾議院议长、财政部长等职。1921年，被巴拉圭国会推举为临时总统，尤塞比奥指挥巴拉圭军队在1922年巴拉圭内战期间击败了反对派领导人爱德华多·舍雷尔的部队，起到了一定的影响力，卸任代理总统后，何塞·帕特里西奥·古贾里任命他为巴拉圭驻美大使。
1932年，尤塞比奥当选为巴拉圭总统，任期4年。在任期间，巴拉圭与邻国玻利维亚爆发了查科战争，同年8月初，巴拉圭进行了全国征兵总动员，1933年5月10日，巴拉圭向玻利维亚宣战，并得到了阿根廷、義大利等国的軍事支援與通訊協助，巴军在何塞·费利克斯·埃斯蒂加里维亚中校指挥下多次击败了玻利维亚的军队，但也死伤惨重。1935年6月，在阿根廷、美国及其他南美洲国家的调解下，玻、巴双方达成停火协议，7月21日，双方签订了《布宜诺斯艾利斯和约》，巴拉圭获得北查科地区约18万平方公里的土地。
尤塞比奥在任期间，亦重视吸引外国人移居巴拉圭，他同意日裔移居巴拉圭，但未能实现即在1936年2月被亲共产主义的士官拉斐尔·佛朗哥推翻，被迫流亡阿根廷，直到1942年去世。
尤塞比奥去世后，其故乡大巴雷罗被易名为歐塞維奧阿亞拉以纪念他。